# Travneve
Travneve  (ucraniano: Травневе) es una localidad del Raión de Berezivka en el Óblast de Odesa de Ucrania. Según el censo de 2001, tiene una población de 278 habitantes.